# Copa Hopman de 1997
A Copa Hopman de 1997 foi a 9ª edição do torneio entre países do tênis em mistas, organizada pela Federação Internacional de Tênis.
Justin Gimelstob e Chanda Rubin dos Estados Unidos bateram sul-africanos Wayne Ferreira e Amanda Coetzer na final.